# Teri Garr
Terry Ann "Teri" Garr, född 11 december 1944 i Los Angeles, Kalifornien, död 29 oktober 2024 i Los Angeles, var en amerikansk skådespelare.
Garr nominerades för en Oscar för rollen som Sandy i filmen Tootsie 1982. Under slutet av 1990-talet spelade hon Phoebe Buffays biologiska mamma i TV-serien Vänner. Garr berättade år 2002 att hon hade diagnostiserats med multipel skleros. Hon verkade som skådespelare till 2011.

## Filmografi i urval
- 1973 – M*A*S*H (TV-serie) (avsnittet "The Sniper")
- 1974 – Avlyssningen
- 1974 – Det våras för Frankenstein
- 1977 – Min polare Gud
- 1977 – Närkontakt av tredje graden
- 1979 – Svarta hingsten
- 1982 – Älskling, jag hatar dig!
- 1982 – Tootsie
- 1983 – Svarta hingsten kommer tillbaka
- 1983 – Se upp, farsan är lös!
- 1984 – Firstborn
- 1985 – En natt i New York
- 1989 – Loppet är kört
- 1990 – Short Time
- 1996 – Dubbelspel
- 1992 – Mom and Dad Save the World
- 1994 – Dum & dummare
- 1994 – Prêt-à-Porter
- 1996 – Michael
- 1997 – Tabbar och trollkonster
- 1997–1998 – Vänner (TV-serie) (tre avsnitt)
- 1998 – Casper möter Wendy
- 1999–2000 – Batman Beyond (TV-serie) (röst; tio avsnitt)
- 2000 – Ghost World
- 2002 – Life Without Dick
- 2006 – Unaccompanied Minors (ej krediterad)
- 2007 – Expired
- 2007 – Kabluey